# 彩虹書
彩虹書（英語：Rainbow Books）是紀錄所有標準CD格式的一個規格書集合。

## 列表
- 紅皮書 (音訊CD)
  - CD-DA：IEC 60908，「Digital Audio，數位音訊」，後來又加上CD-Text的功能
- 黄皮书：黄皮书由Sony和飞利浦创立，是红皮书的第一个扩展[3]
  - CD-ROM：ECMA-130與ISO/IEC 10149，「Read-Only Memory，唯讀記憶體」
  - CD-ROM XA：1991年出版的CD-ROM擴充標準
- 橘皮書[4]
  - CD-MO：「Magneto-Optical，磁力-光學」
  - CD-R，ECMA-394，另名CD-WO或CD-WORM：「Recordable，可寫入」、「Write Once，單次寫入」、「Write Once Read Many，單寫多讀」
  - CD-RW，ECMA-395，另名CD-E：「ReWritable，可複寫」或「Erasable，可消除」
  - 橘皮書標準即代表黃色和紅色的混合，也就是說CD-R和CD-RW可以寫入音訊和資料，不過其他的規格書即使不是混合的顏色，也可能允許這兩類的燒錄。
- 白皮書 (視訊CD)
  - VCD：「Video，視訊」
  - SVCD（Super Video CD），1998年所出版的VCD標準擴充，於2000年訂定為IEC 62107。（混合CVD和HQ-VCD）
  - CD-Bridge：混合光碟，如CD-Ready
- 藍皮書 (CD)
  - E-CD：「Enhanced，增強」
  - CD+：「plus」，即加號
  - CD+G：「plus Graphics，＋圖形」，即用作卡拉OK。後來又加上CD+EG / CD+XG
- 米色書（Beige Book）
  - PCD：「Photo，照片」（不是Picture CD）
- 綠皮書 （CD）[5]
  - CD-i：「interactive，互動」
- 紫皮書
  - DDCD：「Double Density，雙倍密度」
- 猩紅書（Scarlet Book）
  - SACD：「Super Audio，超級音訊」

## 外部連結
- 理解CD-R & CD-RW （页面存档备份，存于） by Hugh Bennett（英文）
- 另一個關於彩虹書的摘要（英文）